# Kvadrant (přístroj)

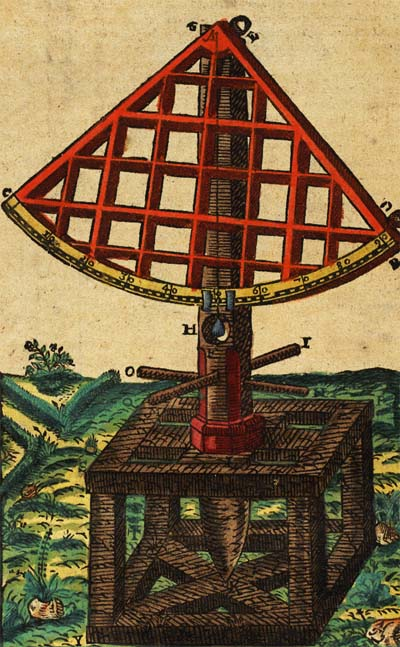
Kvadrant Tycha Braha

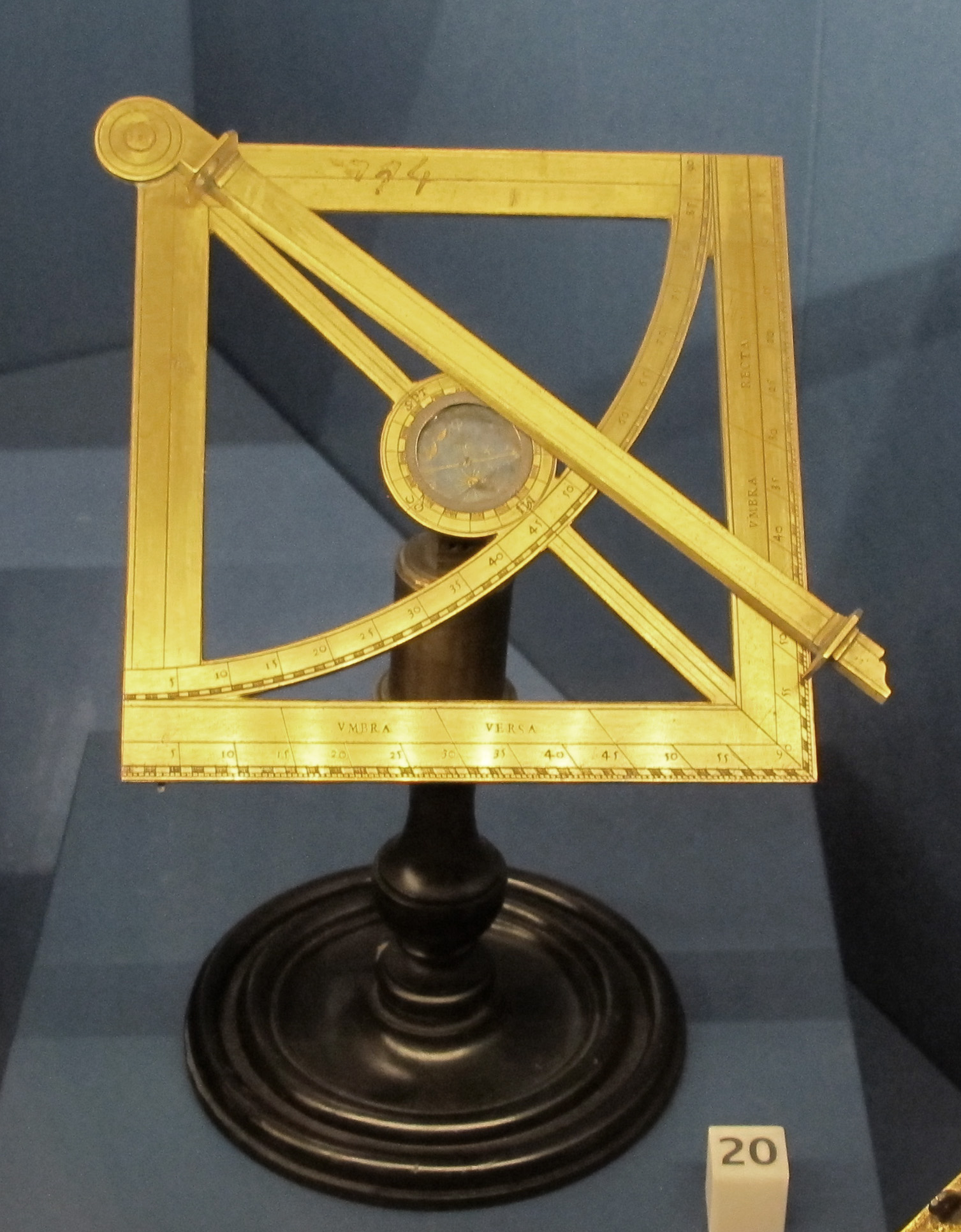
Geometrický kvadrant s šedesátkovým dělením protilehlé odvěsny

Kvadrant je historický přístroj pro měření úhlů do 90°, který se používal v astronomii a námořní navigaci. Jeho název pochází z latinského quadrans = čtvrtina. Jeho předchůdci byly astroláb a triquetrum. Skládal se ze čtvrtkruhu s úhlovým dělením a z ramena s průzory, které se po čtvrtkruhu otáčelo a nastavovalo na měřenou hvězdu.
V astronomii se používaly kvadranty k určení zenitových vzdáleností hvězd. Nejčastěji to byly velké zední (nástěnné) kvadranty, které byly připevněné na stěnu orientovanou v severojižním směru (upevnění zvýšilo jejich přesnost a stabilitu). Tycho Brahe dokázal měřit pomocí kvadrantů s přesností na 1′. Na měření azimutu se používaly azimutální kvadranty, otočné okolo svislé osy.
K námořní navigaci sloužily ruční kvadranty. Směr a zeměpisná poloha se určovaly podle polohy nebeských těles (astronavigace). Měřila se úhlová vzdálenost mezi objektem na obloze (nejčastěji Polárkou nebo Sluncem) a horizontem (úhlová výška) nebo vertikálním směrem (zenitová vzdálenost). Později byl kvadrant nahrazen dokonalejším sextantem.
Kvadrantem se v nové době také nazývá vojenský přístroj na měření úhlů.